# Gare de Carbonne
Gare de Carbonne – stacja kolejowa w Carbonne, w departamencie Górna Garonna, w regionie Oksytania, we Francji.
Została otwarta w 1862 przez Compagnie des chemins de fer du Midi et du Canal latéral à la Garonne. Jest stacją Société nationale des chemins de fer français (SNCF), obsługiwanym przez pociągi TER Midi-Pyrénées.